# Kozaćke (rejon kachowski)
Kozaćke (ukr. Козацьке) – osiedle na Ukrainie, w obwodzie chersońskim, w rejonie kachowskim, w hromadzie Nowa Kachowka. W 2001 liczyło 3890 mieszkańców.